# Nico D'Alessandria
Domenico D'Alessandria, conosciuto come Nico (Roma, 10 dicembre 1941 – Roma, 22 dicembre 2003), è stato un regista e sceneggiatore italiano, importante regista del cinema indipendente italiano.

## Biografia
Diplomatosi in regia al Centro Sperimentale di Cinematografia nel 1967 con il saggio d'esame Il canto d'amore di Alfred Prufrock, ispirato alla poesia del poeta modernista Thomas Stearns Eliot Il canto d'amore di J. Alfred Prufrock e accompagnato dalla voce di Carmelo Bene. Comincia la carriera come aiuto regista di Roberto Mauri, Franco Giraldi, Roberto Gavioli, Tinto Brass, Salvatore Samperi, Antonello Branca, Bitto Albertini, Sergio Martino, Alberto Cardone, Luciano Martino, Renato Savino, Stelvio Massi in film minori e documentari nel periodo tra il 1968 e il 1976. 
Amico di Cesare Zavattini, prende parte al dibattito "Il cinema è finito?", che inaugura l'esperienza collettiva dei Cinegiornali liberi di Roma e nel 1968 realizza il cinegiornale "Roma amor". È anche autore per la radio con la serie di audio-documentari Processi mentali del 1978, sei ritratti di malati di mente.
I suoi film hanno una forte impronta documentaristica influenzata dal cinema neorealista e da Pier Paolo Pasolini. La sua opera più nota è L'imperatore di Roma, che racconta la giornata-tipo di un tossicodipendente dall'eroina, interpretato da Gerardo "Gerry" Sperandini, in una forma ibrida tra documentario e cinema di finzione. 
Muore a Roma a 62 anni.

## Filmografia

### Regista
- Evelina e Marcoaldo (1966)
- Il canto d'amore di Prufrock (1967)
- Roma Amor (1968)
- Processi mentali (1978)
- Passaggi (1980)
- Barbagie oltre il mare (con Fausto Spegni, 1980)
- L'imperatore di Roma (1987)
- L'amico immaginario (1994)
- Regina Coeli (2000)

### Aiuto regista
- La vendetta è il mio perdono (1968), regia di Roberto Mauri
- La bambolona (1968), regia di Franco Giraldi
- Putiferio va alla guerra (1968), regia di Roberto Gavioli
- L'urlo (1968), regia di Tinto Brass
- Cuore di mamma (1969), regia di Salvatore Samperi
- Seize the Time (1970), regia di Antonello Branca
- L'uomo più velenoso del cobra (1971), regia di Bitto Albertini
- La coda dello scorpione (1971), regia di Sergio Martino
- Io... donna (1971), regia di Alberto Cardone
- I segreti delle città più nude del mondo (1971), regia di Luciano Martino
- Grazie signore p... (1972), regia di Renato Savino
- Il giro del mondo degli innamorati di Peynet (1974), regia di Cesare Perfetto
- Mark il poliziotto (1975), regia di Stelvio Massi
- L'altro Dio (1975), regia di Elio Bartolini
- Caccia al montone (L'ordinateur des pompes funèbres) (1976), regia di Gérard Pirès